# Daniel Vladař
Daniel Vladař (* 20. srpna 1997 Praha), přezdívaný Vlady, je český hokejový brankář momentálně působící v týmu Philadelphia Flyers v NHL.

## Působení v NHL
Daniel Vladař byl draftován týmem Boston Bruins v roce 2015 ve třetím kole na 75. pozici a hrál na bostonské farmě v týmu Providence Bruins. V listopadu 2018 dvakrát startoval za Boston Bruins (první zápas se odehrál 10. listopadu 2018) na lavičce jako náhradník Jaroslava Haláka, když si týmová jednička Tuukka Rask vzala na několik dní volno, do hry však Vladař nezasáhl. Jeho debut v NHL se odehrál 26. srpna 2020 netypicky v play-off (stal se prvním brankářem Bruins a prvním evropským brankářem, který poprvé nastoupil až v play-off), když kvůli pandemii covidu-19 se NHL hrála odříznutá od vnějšího světa a Tuukka Rask se rozhodl odjet domů ke své ženě a čerstvě narozenému dítěti. Vladař tak opět plnil roli náhradníka Jaroslavu Halákovi a v polovině zápasu v sérii proti Tampa Bay Lightning jej za stavu 1:4 střídal. Zápas nakonec skončil 1:7 a v dalších dvou zápasech, do kterých Vladař již nezasáhl, Boston prohrál a byl vyřazen.
Svůj premiérový zápas v základní části a od první minuty Daniel Vladař odehrál 16. března 2021 proti Pittsburgh Penguins, kdy kryl 34 střel, vychytal výhru 2:1 a byl vyhlášen největší hvězdou zápasu. Po své debutové sezóně v dresu Bruins byl však Daniel Vladař vyměněn do Calgary Flames za 3. volbu v draftu 2022.

## Ocenění a úspěchy
- 2020 AHL – Nejnižší průměr inkasovaných branek
- 2020 AHL – Nejúspěšnější brankář

## Prvenství

### ČHL
- Debut – 29. listopadu 2020 (BK Mladá Boleslav proti HC Dynamo Pardubice)
- První inkasovaný gól – 29. listopadu 2020 (BK Mladá Boleslav proti HC Dynamo Pardubice, českým útočníkem Jakubem Strnadem)
- První vychytaná nula – 10. prosince 2020 (HC Kometa Brno proti HC Dynamo Pardubice)

### NHL
- Debut – 26. srpna 2020 (Boston Bruins proti Tampa Bay Lightning)
- První inkasovaný gól – 26. srpna 2020 (Boston Bruins proti Tampa Bay Lightning, kanadským útočníkem Brayden Point)
- První vychytaná nula – 14. listopadu 2021 (Ottawa Senators proti Calgary Flames)

## Statistiky

### Základní části
| Sezona       | Tým                 | Liga         | Z  | V  | P  | Pvp | MIN   | OG  | ČK | POG  | %ChS |
| ------------ | ------------------- | ------------ | -- | -- | -- | --- | ----- | --- | -- | ---- | ---- |
| 2012–13      | Rytíři Kladno       | ČHL-20       | 1  | 1  | 0  | 0   | 60    | 3   | 0  | 3.00 | .893 |
| 2013–14      | Rytíři Kladno       | ČHL-20       | 6  | 3  | 3  | 0   | 366   | 15  | 1  | 2.46 | .906 |
| 2014–15      | Rytíři Kladno       | ČHL-20       | 29 | 16 | 13 | 0   | 1,681 | 78  | 1  | 2.78 | .926 |
| 2014–15      | Rytíři Kladno       | 1.ČHL        | 8  | 4  | 4  | 0   | 487   | 16  | 1  | 1.97 | .933 |
| 2015–16      | Chicago Steel       | USHL         | 30 | 12 | 12 | 4   | 1,766 | 68  | 3  | 2.31 | .920 |
| 2016–17      | Atlanta Gladiators  | ECHL         | 18 | 5  | 9  | 2   | 972   | 63  | 0  | 3.89 | .887 |
| 2016–17      | Providence Bruins   | AHL          | 8  | 4  | 0  | 2   | 390   | 17  | 1  | 2.62 | .921 |
| 2017–18      | Atlanta Gladiators  | ECHL         | 41 | 17 | 18 | 2   | 2,309 | 114 | 0  | 2.96 | .911 |
| 2017–18      | Providence Bruins   | AHL          | 4  | 2  | 2  | 0   | 242   | 9   | 0  | 2.23 | .924 |
| 2018–19      | Providence Bruins   | AHL          | 31 | 13 | 13 | 4   | 1,847 | 84  | 2  | 2.73 | .898 |
| 2019–20      | Providence Bruins   | AHL          | 25 | 14 | 7  | 1   | 1,407 | 42  | 3  | 1.79 | .936 |
| 2019–20      | Atlanta Gladiators  | ECHL         | 1  | 1  | 0  | 0   | 60    | 2   | 0  | 2.00 | .909 |
| 2020–21      | HC Dynamo Pardubice | ČHL          | 6  | 4  | 2  | 0   | 373   | 8   | 1  | 1.29 | .956 |
| 2020–21      | Providence Bruins   | AHL          | 10 | 3  | 4  | 3   | 602   | 22  | 1  | 2.19 | .923 |
| 2020–21      | Boston Bruins       | NHL          | 5  | 2  | 2  | 1   | 301   | 17  | 0  | 3.40 | .886 |
| 2021–22      | Calgary Flames      | NHL          | 23 | 13 | 6  | 2   | 1,244 | 57  | 2  | 2.75 | .906 |
| 2022–23      | Calgary Flames      | NHL          | 27 | 14 | 6  | 5   | 1,484 | 72  | 0  | 2.91 | .895 |
| 2023–24      | Calgary Flames      | NHL          | 20 | 8  | 9  | 2   | 1,128 | 68  | 0  | 3.62 | .882 |
| Celkem v NHL | Celkem v NHL        | Celkem v NHL | 75 | 37 | 23 | 10  | 4,155 | 213 | 2  | 3.09 | .893 |

### Play-off
| Sezona       | Tým                | Liga         | Z | V | P | MIN | OG | ČK | POG  | %ChS  |
| ------------ | ------------------ | ------------ | - | - | - | --- | -- | -- | ---- | ----- |
| 2014–15      | Rytíři Kladno      | ČHL-20       | 4 | 1 | 3 | 200 | 12 | 0  | 3.60 | .893  |
| 2017–18      | Atlanta Gladiators | ECHL         | 3 | 0 | 3 | 175 | 9  | 0  | 3.10 | .917  |
| 2018–19      | Providence Bruins  | AHL          | 1 | 1 | 0 | 60  | 2  | 0  | 2.00 | .926  |
| 2019–20      | Boston Bruins      | NHL          | 1 | 0 | 0 | 29  | 3  | 0  | 6.21 | .800  |
| 2021–22      | Calgary Flames     | NHL          | 1 | 0 | 0 | 20  | 0  | 0  | 0.00 | 1.000 |
| Celkem v NHL | Celkem v NHL       | Celkem v NHL | 2 | 0 | 0 | 49  | 3  | 0  | 3.70 | .864  |

### Reprezentace
| Rok                       | Tým                       | Soutěž                    | Z | V | P | R | MIN | OG | ČK | POG  | %ChS |
| ------------------------- | ------------------------- | ------------------------- | - | - | - | - | --- | -- | -- | ---- | ---- |
| 2014                      | Česko 17                  | WHC-17                    | 3 | 1 | 2 | 0 | 177 | 9  | 0  | 3.05 | .920 |
| 2014                      | Česko 18                  | MIH-18                    | 1 | 0 | 1 | 0 | 17  | 4  | 0  | 4.00 | .500 |
| 2014                      | Česko 18                  | MS-18                     | 4 | 2 | 1 | 0 | 195 | 11 | 1  | 3.38 | .903 |
| 2017                      | Česko 20                  | MSJ                       | 2 | 0 | 2 | 0 | 121 | 8  | 0  | 3.97 | .864 |
| Juniorská kariéra celkově | Juniorská kariéra celkově | Juniorská kariéra celkově | 6 | 2 | 3 | 0 | 316 | 19 | 1  | 3.61 | .893 |